# Ardisia compressa
Ardisia compressa är en viveväxtart som beskrevs av Carl Sigismund Kunth. Ardisia compressa ingår i släktet Ardisia och familjen viveväxter. Inga underarter finns listade i Catalogue of Life.